# Ich mag
Ich mag ist ein Lied von Volker Lechtenbrink aus dem Jahr 1981. Es wurde von Michael Reinecke komponiert, der Text stammt von Volker Lechtenbrink. Es handelt sich um einen Schlager/Popsong mit einigen Country-Einflüssen.

## Rezeption
Nach der Veröffentlichung als Single am 2. September 1981 bei Polydor wurde der Titel zu einem häufig gespielten Radiostück. Lechtenbrink trat mit diesem Titel am 12. Oktober 1981 in der ZDF-Hitparade – er konnte sich nicht unter den ersten drei platzieren – und im Januar 1982 bei disco auf. Die Single erreichte Platz 42 der deutschen Charts und war 14 Wochen platziert. Später wurde das Lied zur Werbemusik für die langlaufende Kampagne für Caro-Kaffee umgeschrieben („Caro, ich mag dich“) und hierfür ebenfalls von Lechtenbrink interpretiert.

## Version von Rolf und seinen Freunden
Rolf Zuckowski münzte das Lied 1982 für die TV-Show Wetten, dass..? in eine kindertümliche Fassung um, die unter dem Titel … und ganz doll mich ebenfalls erfolgreich war. Die Single erschien am 3. Februar 1982 ebenfalls bei Polydor. Sie erreichte Platz 15 der deutschen Charts und war 18 Wochen platziert. Mit diesem Titel belegte Zuckowski zusammen mit den Kleinen Freunden am 3. Mai 1982 den ersten Platz der ZDF-Hitparade und durfte das Lied am 7. Juni 1982 erneut in der Sendung spielen. Im selben Jahr wurde diese Version – um weitere Strophen ergänzt – im Guinness-Buch der Rekorde als das Lied mit den meisten Strophen der Welt geführt.

## Weitere Coverversionen
1995 veröffentlichte die Punkgruppe Die Piddlers eine Coverversion des Originals. Weitere Coverversionen existieren unter anderem von Soolo, Die Fun-Kids, dem Orchester Udo Reichel und Speelwark (Ick mag (mien Nordenland)).